# Thomas Abell
Thomas Abell (1497 circa – Smithfield, 30 luglio 1540) è stato un teologo cattolico inglese.

## Biografia
Cappellano di Caterina d'Aragona, la incoraggiò ad opporsi al divorzio chiesto da Enrico VIII e scrisse contro di esso, nel 1532, il trattato Invicta veritas. An answere, That by no manner of law, it may be lawfull for the most noble King of England, King Henry the eight to be divorced from the queens grace, his lawfull and very wife. B.L. (Verità inconfutabile. Una risposta, che non esiste in alcun modo un legittimo diritto per il nobilissimo Re d'Inghilterra, Re Enrico ottavo, di divorziare dalla graziosa regina, la sua legittima ed effettiva sposa. B.L.), che fu stampato in Anversa dal tippografo Merten de Keyser con il marchio fittizio di Luneberge, per non destare sospetti. L'opera conteneva una risposta alle numerose tesi che sostenevano le pretese di Enrico VIII in materia di divorzio. Per questo venne gettato in prigione, poi liberato e dopo un anno (dicembre 1533) nuovamente imprigionato con l'accusa di diffondere le profezie della suora Elizabeth Barton, incoraggiando la regina a «...persistere ostinatamente nella sua volontà di opporsi al divorzio [dal re] e di mantenere il suo titolo di regina» Venne segregato per oltre sei anni e poi condannato come traditore ad essere hanged, drawn and quartered (Appeso, sventrato e squartato), eseguita a Smithfield, due giorni dopo l'esecuzione di Thomas Cromwell.

## Culto
Il 29 dicembre 1866 papa Leone XIII lo proclamò beato.